# Emma Jefimowa
Emma Korniejewna Jefimowa (ros. Эмма Корнеевна Ефимова, ur. 28 września 1931 w Moskwie, zm. 12 lipca 2004 tamże) – rosyjska florecistka reprezentująca ZSRR, wielokrotna medalistka mistrzostw świata.
Podczas mistrzostw świata w Londynie w 1956 roku Wiwietta Jagodina, Emma Jefimowa, Tamara Jewpłowa, Walentina Rastworowa, Nadieżda Szytikowa i Aleksandra Zabielina zwyciężyły w zawodach drużynowych. Wynik ten powtórzyła na mistrzostwach świata w Filadelfii w 1958 roku, zdobywając jednocześnie srebrny medal w turnieju indywidualnym. Na podium rozdzieliła Walentinę Rastworową i Węgierkę Ildikó Rejtö. Ponadto na mistrzostwach świata w Budapeszcie wywalczyła indywidualnie złoty medal, wyprzedzając Galinę Gorochową i Tatjanę Pietrienko. W zawodach drużynowych reprezentantki ZSRR zajęły tym razem drugie miejsce.
Wystartowała na igrzyskach olimpijskich w Melbourne w 1956 roku, gdzie w turnieju indywidualnym odpadła w półfinałach. Był to jej jedyny start olimpijski.